# Christine Milton
Christine Milton, född 18 juli 1985 i Amager, är en dansk sångerska. 

## Karriär
Christine Milton deltog i den andra säsongen av den danska versionen av Popstars. Trots att hon inte vann fick hon ett kontrakt med skivbolaget SME. Hon är originalartisten bakom låten "Superstar" som den brittiska sångerskan Jamelia spelade in en känd cover på. Miltons version av låten toppade den danska singellistan i 7 raka veckor under våren 2003. Hennes första singel på danska släpptes år 2007 med titeln "Det' forbi".

## Diskografi

### Studioalbum
- 2004 – Friday

### Singlar
- 2003 – "Superstar"
- 2003 – "Whiketywhack (I Ain't Coming Back)"
- 2004 – "Shine On"
- 2004 – "So Addictive"
- 2007 – "Det' forbi"
- 2008 – "Tilbage"
- 2010 – "Leave You Now"